# Drinks After Work
Drinks After Work è il diciassettesimo album in studio del cantante di musica country Toby Keith, pubblicato nel 2013.

## Tracce
1. Shut Up and Hold On – 2:55 (Toby Keith, Bobby Pinson)
2. Drinks After Work – 3:32 (Luke Laird, Barry Dean, Natalie Hemby)
3. Before We Knew They Were Good – 2:56 (Keith, Pinson, Rivers Rutherford)
4. Little Miss Tear Stain – 3:02 (Keith, Scotty Emerick)
5. The Other Side of Him – 4:01 (Keith, Pinson)
6. Last Living Cowboy – 2:54 (Keith, Emerick)
7. Show Me What You're Workin' With – 3:14 (Keith, Rutherford)
8. Whole Lot More Than That – 2:38 (Keith, Pinson)
9. I'll Probably Be Out Fishin' – 3:08 (Keith, Emerick)
10. Hard Way to Make an Easy Living – 4:03 (Keith, Pinson)

Tracce bonus - Edizione Deluxe
1. Call a Marine – 3:16 (Keith, Pinson)
2. Chuckie's Gone – 3:07 (Keith)
3. Margaritaville (con Sammy Hagar) – 4:55 (Jimmy Buffett)